# 開放型システム間相互接続
開放型システム間相互接続（かいほうがたシステムかんそうごせつぞく、英: Open Systems Interconnection, OSI）は、国際標準化機構 (ISO) と ITU-T により1982年に策定が開始されたコンピュータネットワーク標準。

## 背景と歴史
OSI以前、コンピュータネットワークの通信プロトコルは、ベンダー毎に独自の規格が乱立していた（SNA、AppleTalk、NetWare、DECnet など）。このため、業界共通のネットワーク標準によるマルチベンダーの相互運用性を確立しようとOSIの策定が開始された。当時、大規模ネットワークでは複数のネットワークプロトコルスイートをサポートするのが一般的だったが、多くの機器は共通のプロトコルが無いために相互に通信することができなかった。しかし、OSIの策定が進められている頃、TCP/IPがマルチベンダーネットワークで広く使われるようになっていき、ネットワーク層以下ではイーサネットとトークンリングが同様の役割を果たすようになっていった。
OSI参照モデル（OSIそのものよりも前の1977年に完成）は、ネットワークの概念の教育にとって重要な前進であった。プロトコルの階層モデルという考え方の普及に寄与し、機器間やソフトウェア間の相互運用性の定義にも寄与した。
しかし、実際のOSIプロトコルスイートは複雑すぎ、実装が非常に困難だった。また移行方法は、既存のプロトコルを全て使用中止にして、プロトコルの全階層を一度に入れ替えるというものであった。このため、実装がさらに難しくなり、多くのベンダーやユーザーはより有用なネットワーク技術の導入を優先するようになった。さらに委員会的な仕様策定により、OSIプロトコルには様々なオプション設定が可能になっており、設定によっては相互の通信が不可能となる。あまりにもオプションが多いため、多くのベンダーの実装はベンダー間で相互運用することができず、単に標準化の努力そのものが無駄になる結果を生んだ。アメリカ合衆国の政府機関はOSIサポートを機器の調達条件にしたが、それでもこの流れを止めることはできなかった。

## 評価と影響
OSI標準化プロセスは、NIH（not invented here）症候群に陥り、全てを自前で一から仕様策定していった点がよく批判される。このため、ISOおよびITU-Tとインターネットの標準化団体であるIETFの間に亀裂が生じ、論争が生まれた。さらに、OSIプロトコルスイートは「ベンダニュートラル」標準などではなく、TCP/IP にシェアを奪われたベンダーが国際規格というお題目でシェアを奪い返そうとしただけだった、という辛辣な評もある。
OSIは最終的にインターネット・プロトコル・スイート（TCP/IPを主とするプロトコルスタック）にその役目を奪われた。TCP/IP は実用的手法と実装の単純さが評価され、事実上の標準となった。例えば、OSIのX.400電子メール標準の仕様は数冊の分厚い本になっているが、インターネットの電子メール標準（SMTP）の仕様はRFC-821に数十ページで記述されている。ただし、SMTPへの拡張は個別にRFCとして随時発行されており、それらを全部まとめるとOSIとそれほど変わらない量になる。また、X.400 について言えば、非常に多数のオプションが選択できるようになっていたため、当初はドイツとフランスの間で互いにメッセージを解釈できないような実装になっていた。
OSIプロトコルスイートの各プロトコルや仕様の多くは、すでに長い間使われていないか、別の規格に取って代わられている。例えば、トークンバス、CLNSパケットデリバリ、FTAMファイル転送、X.400電子メールなどがある。
ただ、一部は仕様を非常に単純化した形で生き延びている。例えば、X.500はディレクトリ構造だけが現在も使われ、それを扱うプロトコルは LDAP になっている。IS-ISもTCP/IP上で使えるよう変更を加えた上で、大規模通信事業者がルーティングプロトコルとして使っている。多くの古い SONET システムでは未だに TARP（TID Address Resolution Protocol、CLNPとIS-ISを使用）を使って相手SONETノードの識別子を変換している。OSIプロトコルスイートのプロトコルや仕様は古いシステムでは今でも使われ続けていることが多い。
1996年、OSIプロジェクトは解散した。TCP/IPの優越性を認めるまでに時間がかかったということはなく、プログラミング言語でも国際規格になっても普及しなかったBASIC、PASCALなど例は多く、関係していた団体（特にISO）の名誉と権威に傷をつけることにはなっていない。OSIの導入を国家ベースで推進していた日本やヨーロッパ諸国は大きなダメージを受けたという記録はない。